# Ефіальт (міфологія)

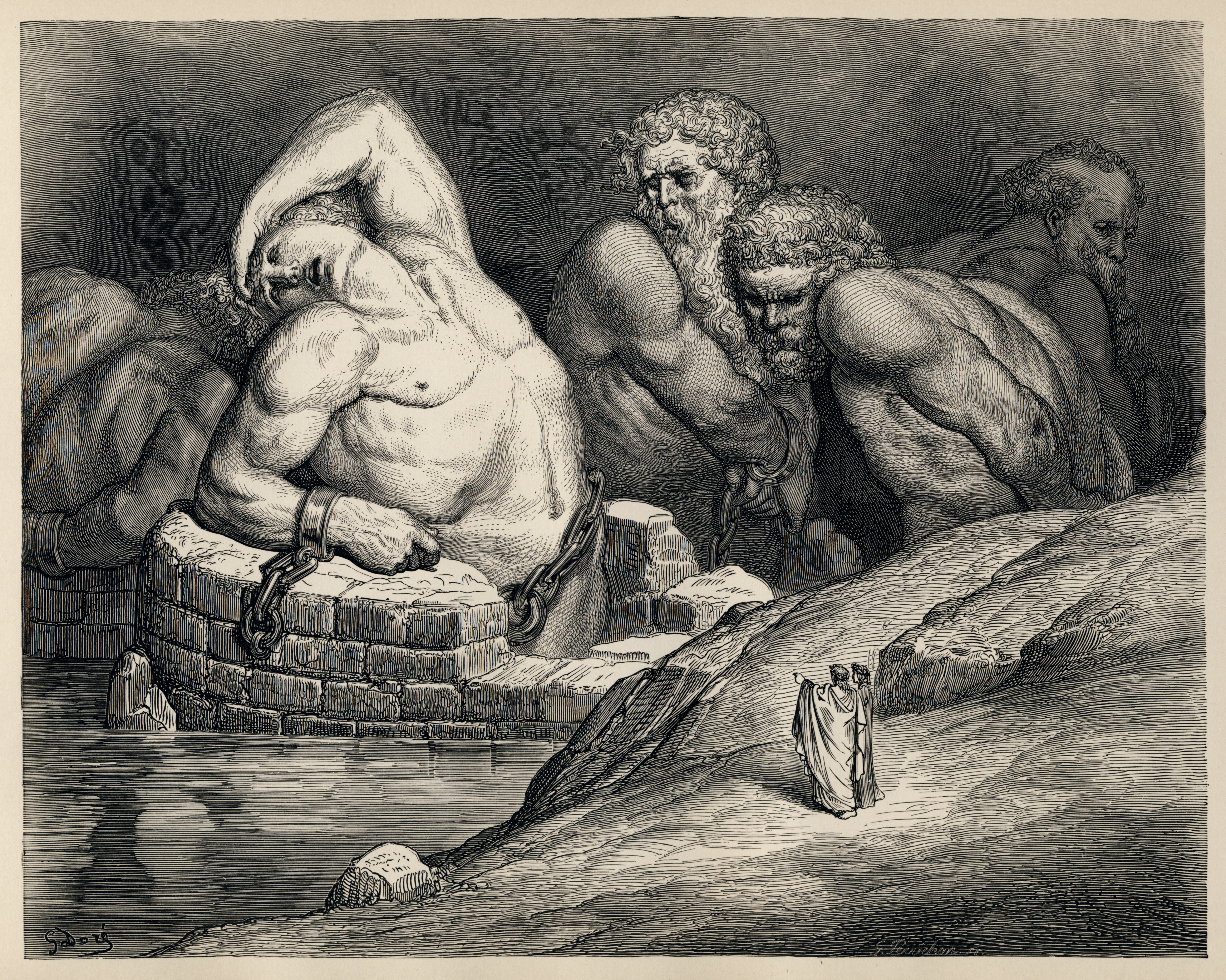
Ефіальт (зліва, дивиться на мандрівників) разом з титанами та гігантами, на малюнку Гюстава Доре до «Божественної комедії» Данте

Ефіальт (грец. Ἐφιάλτες, Ephialtes) — один з Алоадів, синів Посейдона і Іфімедії , які славились надлюдською силою та буйним норовом. Сватався до Афіни.
Ефіальт також згадується у «Божественній комедії» Данте, як один з чотирьої гігантів, поміщених у колодязь, що відділяє восьмий ("Злі щілини") та дев'ятий ("озеро Кокіт") кола пекла..